# Cannaphila mortoni
Cannaphila mortoni – gatunek ważki z rodziny ważkowatych (Libellulidae).